# 黃厥
黄厥（?—?），又名黃惠姑，史称龍啟太后，泉州晉江縣镇安铺黄田（今福建省泉州市惠安縣张坂镇后边村）人。五代十国时期闽王王審知的側室夫人，閩國皇帝王延鈞的母親，工部侍郎黃訥裕的侄女，威武節度推官黃滔的族女。后唐明宗李嗣源封她為魯國夫人，王延鈞進貢白金致謝。王延鈞做皇帝後，尊黃夫人為皇太后。賜黃家里為錦里，田為錦田，居為錦第。曾幫助王延鈞誅殺薛文傑。王繼鵬繼位后，尊她為太皇太后。去世后葬在惠安靈秀山，號為“美女峰”。